# Семенівська сільська рада (Менський район)
Семені́вська сільська́ ра́да — адміністративно-територіальна одиниця та орган місцевого самоврядування в Менському районі Чернігівської області. Адміністративний центр — село Семенівка.

## Загальні відомості
Семенівська сільська рада утворена у 1918 році.
- Територія ради: 39,483 км²
- Населення ради: 943 особи (станом на 2001 рік)

## Населені пункти
Сільській раді підпорядковані населені пункти:
- с. Семенівка

## Склад ради
Рада складається з 14 депутатів та голови.
- Голова ради: Пилипенко Світлана Вікторівна
- Секретар ради: Ларкіна Віра Григорівна

### Керівний склад попередніх скликань
| Прізвище, ім'я, по батькові   | Основні відомості                                                 | Дата обрання | Дата звільнення |
| ----------------------------- | ----------------------------------------------------------------- | ------------ | --------------- |
| Пилипенко Світлана Вікторівна | Сільський голова, 1965 року народження, освіта вища, позапартійна | 26.03.2006   | 31.10.2010      |
| Пилипенко Світлана Вікторівна | Сільський голова, 1965 року народження, освіта вища, позапартійна | 31.10.2010   |                 |

Примітка: таблиця складена за даними сайту Верховної Ради України

### Депутати
За результатами місцевих виборів 2010 року депутатами ради стали:

#### За суб'єктами висування
| Суб'єкт висування | Кількість обраних депутатів | %  |
| ----------------- | --------------------------- | -- |
| Партія регіонів   | 7                           | 50 |
| Самовисування     | 7                           | 50 |

#### За округами
| № округу        | Прізвище, ім'я, по батькові     | Дата визнання обраним | Освіта  | Партійна приналежність            | Відомості про обраного депутата                          |
| --------------- | ------------------------------- | --------------------- | ------- | --------------------------------- | -------------------------------------------------------- |
| Партія регіонів |                                 |                       |         |                                   |                                                          |
| 1               | Месечко Валентина Михайлівна    | 05.11.2010            | вища    | позапартійна                      | пенсіонер                                                |
| 2               | Ларкина Віра Григорівна         | 05.11.2010            | вища    | позапартійна                      | Семенівська с/рада, секретар                             |
| 4               | Яковенко Віктор Степанович      | 05.11.2010            | вища    | позапартійний                     | пенсіонер                                                |
| 5               | Щерба Володимир Петрович        | 05.11.2010            | середня | позапартійний                     | Березнянська дільниця «Менагаз», слюсар                  |
| 6               | Гафінець Людмила Василівна      | 05.11.2010            | середня | позапартійна                      | тимчасово не працює                                      |
| 7               | Шеремет Наталія Олексіївна      | 05.11.2010            | вища    | позапартійна                      | Семенівська с/рада, бухгалтер                            |
| 8               | Дубина Людмила Іванівна         | 05.11.2010            | вища    | позапартійна                      | тимчасово не працює                                      |
| Самовисування   |                                 |                       |         |                                   |                                                          |
| 3               | Ларкина Надія Олександрівна     | 05.11.2010            | середня | позапартійна                      | НАСК «Оранта», агент                                     |
| 9               | Кондратенко Світлана Миколаївна | 05.11.2010            | вища    | позапартійна                      | Семенівська загальноосвітня школа І-ІІ ст., вчитель      |
| 10              | Бабенко Ніна Петрівна           | 29.03.2015            | вища    | позапартійна                      | Семенівська сільська рада, працівник військового обліку  |
| 11              | Мороз Наталія Іванівна          | 05.11.2010            | вища    | позапартійна                      | Семенівський фельдшерсько-акушерський пункт, завідувачка |
| 12              | Помилой Світлана Іванівна       | 05.11.2010            | вища    | позапартійна                      | Семенівська загальноосвітня школа І-ІІ ст., вчитель      |
| 13              | Василець Валентина Михайлівна   | 05.11.2010            | вища    | позапартійна                      | Семенівська загальноосвітня школа І-ІІ ст., вчитель      |
| 14              | Гузь Віктор Миколайович         | 05.11.2010            | вища    | член Комуністичної партії України | тимчасово не працює                                      |